# District de Hadong
Le district de Hadong est un district de la province du Gyeongsang du Sud, en Corée du Sud.

## Culture du thé sauvage
Le district de Hadong est situé sur les bords de la rivière Seomjin avec pour toile de fond le parc national du mont Jiri.
Le district est connu pour la culture des feuilles de thé vert sauvage depuis des millénaires. Un festival y est organisé à ce sujet.